# Clania lewinii
Clania lewinii är en fjärilsart som beskrevs av John Obadiah Westwood 1854. Clania lewinii ingår i släktet Clania och familjen säckspinnare. Inga underarter finns listade i Catalogue of Life.